# Ambrose Bierce

Ambrose Bierce – Gemälde von J. H. E. Partington († 1899)

Ambrose Gwinnett Bierce (* 24. Juni 1842 im Meigs County, Ohio; † vermutlich 1914 in Chihuahua, Mexiko) war ein amerikanischer Schriftsteller und Journalist.
Der Amerikanische Bürgerkrieg war das prägendste Ereignis seines Lebens und blieb bis zu seinem rätselhaften Verschwinden in den Wirren der Mexikanischen Revolution auch das zentrale Thema seines schriftstellerischen und journalistischen Werkes.
Obwohl nur ein kleiner Teil seines Œuvre gründlich rezipiert wurde, gilt er mit dem sarkastischen, schwarzhumorigen, häufig zynischen Erzählton seiner knappen Prosa neben Edgar Allan Poe als Meister der unheimlichen Kurzgeschichte, der Autoren wie Ernest Hemingway beeinflusste.

## Leben
Ambrose Bierce wurde als zehntes von insgesamt dreizehn Kindern des Farmers Marcus Aurelius Bierce und dessen Ehefrau Laura Sherwood Bierce, einer Nachfahrin des Pilgervaters William Bradford, in der Siedlung Horse Cave Creek in Meigs County geboren. Mit 15 Jahren verließ er seine Eltern, zog nach Warsaw und arbeitete dort als Setzerlehrling für die abolitionistische Zeitung Northern Indiana.
Geprägt von der abolitionistischen Einstellung seines Onkels Lucius Verus Bierce, bei dem er seit Anfang 1859 lebte, folgte er in Elkhart County dem Waffenruf Abraham Lincolns und meldete sich im April 1861 als Freiwilliger bei der Unionsarmee, wo er als Scout tätig war.
Für seine Tapferkeit wurde er ausgezeichnet und schließlich bis zum Titularmajor befördert; er geriet in Gefangenschaft und wurde zweimal verwundet. In der Schlacht am Kennesaw Mountain während des Atlanta-Feldzugs traf ihn als Anführer einer Gruppe von Plänklern am 23. Juni 1864 die Kugel eines Scharfschützen an der linken Schläfe, verletzte das Schläfenbein und blieb hinter dem linken Ohr stecken. Wie durch ein Wunder überlebte er die Verletzung, die von Generalmajor William Babcock Hazen als „gefährlich und kompliziert“ beschrieben wurde und von der er sich lange nicht erholen konnte.
So erlebte er wie kein anderer amerikanischer Schriftsteller neben ihm den Bürgerkrieg mit all seinen blutigen Facetten und tiefgreifenden Umwälzungen für die Gesellschaft.
An einer Expedition durch das Indianerterritorium nahm er 1866 als Landvermesser teil. Er wurde danach Journalist beim San Francisco Examiner und stieg im Hearst-Pressekonzern bald zum national einflussreichen Hauptstadt-Korrespondenten zunächst in London, dann in Washington, D.C. auf. Als Siebzigjähriger reiste Bierce in das von der Mexikanischen Revolution aufgewühlte Land, wo sich seine Spur im Gefolge des Revolutionärs Pancho Villa um die Jahreswende 1913/14 verlor. Sein letzter erhaltener Brief lässt vermuten, dass Bierce zu diesem Zeitpunkt mit seiner standrechtlichen Erschießung rechnete.
Als Mensch war Bierce umstritten. Manche Zeitgenossen scholten ihn einen Menschenfeind („the wickedest man of San Francisco“), andere rühmten seine Liebenswürdigkeit und Hilfsbereitschaft. Sein privates Leben im reifen Alter war überschattet von schwerem Asthma, dem Tod beider Söhne, einer gescheiterten Ehe und Alkoholproblemen.

## Werk und Rezeption

### Allgemeines
Die Kriegserlebnisse als unmittelbar beteiligter Soldat standen nicht nur im Zentrum seiner journalistischen Tätigkeit, sondern waren auch die wichtigste Quelle seiner Dichtung.
Auch wenn Bierce neben Edgar Allan Poe heute als Wegbereiter der makabren Kurzgeschichte gilt und sich einige Erzählungen in Anthologien finden, ist ein Großteil seines Œuvres nur äußerst selektiv rezipiert worden. Neben seiner recht populären, sarkastisch-schwarzhumorigen Aphorismensammlung Des Teufels Wörterbuch beruht die Anerkennung vor allem auf zwei Sammelbänden: Tales of Soldiers and Civilians mit 26, sowie Can Such Things Be? mit zunächst 25 Kurzgeschichten.
Rein A. Zondergeld zählt einige seiner Erzählungen zu den herausragenden der englischsprachigen Literatur. In der Bibliothek des Hauses Usher erschien 1969 eine Sammlung unheimlicher Kurzgeschichten unter dem Titel „Das Spukhaus“. Auf sämtlichen Schutzumschlägen der bibliophilen Buchreihe findet sich unter dem Bild des zerbrechenden Hauses Usher die Frage „Can such things be?“ Der mit dieser Frage angedeutete Zweifel charakterisiert das Wesen seiner Erzählungen, die mit ihrer konzentrierten Sprache recht modern wirken. Bierce beschwört in ihnen weniger das Übernatürliche als vielmehr einen Grenzbereich, der für unterschiedliche Erklärungen offen ist.
Während sich in den unheimlichen Geschichten Edgar Allan Poes, mit dem er zu seinem Leidwesen häufig verglichen wurde, symbolische Deutungen anbieten, entziehen sich seine Texte meist einer derartigen Herangehensweise.
Als Kenner des politischen Tagesgeschäfts hatte Bierce eine denkbar schlechte Meinung vom Berufsstand des Politikers und wurde zu einem pointiert-geistreichen Zyniker und Beobachter. Zu Lebzeiten blieb er als Schriftsteller allerdings weitgehend unbeachtet. Das änderte sich erst nach dem Zweiten Weltkrieg. Heute dienen einige seiner mustergültigen Kurzgeschichten als Schulbuchlektüre.
Wie Edgar Allan Poe und später H. P. Lovecraft prägte Bierce mit seinen häufig drastischen und makabren Geschichten die moderne Horrorliteratur.

### Thema in Film, Theater oder Musik
Der mexikanische Schriftsteller Carlos Fuentes schrieb ein Buch über ihn, „Gringo Viejo“ (als „Der alte Gringo“ deutsche Übersetzung von Maria Bamberg), eine romanhafte Schilderung seines spurlosen Verschwindens. Dieses wurde später mit Gregory Peck in der Titelrolle verfilmt (Old Gringo, 1989). Die Rolle des Schriftstellers im dritten Teil von  From Dusk Till Dawn ist ebenfalls Bierce nachempfunden.
Die Kurzgeschichte Ein Vorfall an der Owl-Creek-Brücke scheint Filme wie Tanz der toten Seelen (Carnival of Souls) (1962), Jacob’s Ladder (1990), The Sixth Sense (1999) und Yella (2007) inspiriert zu haben. Die Kurzgeschichte ist ein Beispiel für das Auseinanderklaffen von erzählter Zeit und Erzählzeit, da sie die wenigen Augenblicke abdeckt, die zwischen dem Fall eines Erhängten und dem Genickbruch liegen.
In Ray Bradburys Kurzgeschichte Die Verbannten hat Bierce zusammen mit Edgar Allan Poe einen Auftritt als Verbannter auf dem Mars.

## Werke
Einzelwerke zu Lebzeiten
- als Dod Grile: The Fiend’s Delight. Erzählungen, Satiren, Journalistisches, Gedichte. John Camden Hotten, London 1873.
- als Dod Grile: Nuggets and Dust Panned Out in California. Collected and loosely arranged by J. Milton Sloluck. Erzählungen, Satiren, Epigramme, Journalistisches. Chatto & Windus, London 1873.
- als Dod Grile: Cobwebs from an Empty Skull. Fabeln, Erzählungen, Journalistisches. George Routledge & Sons, London und New York 1874.
- als William Herman, mit Thomas A. Harcourt: The Dance of Death.  Satiren. H. Keller & Co., San Francisco 1877.
- Map of the Black Hills Region, Showing the Gold Mining District and the Seat of the Indian War. Karte. Bancroft, San Francisco 1877.
- Tales of Soldiers and Civilians. Erzählungen. E. L. G. Steele, San Francisco 1891. Weitere Ausgaben unter dem Titel In the Midst of Life.
  - Enthält u. a.:
    - An Occurrence at Owl Creek Bridge.
    - A Son of the Gods

  - Deutsch: Mitten im Leben sind wir vom Tod umfangen: Erzählungen von Soldaten und Zivilisten aus dem amerikanischen Sezessionskrieg. Übersetzt und mit einem biografischen Essay „Das Rätsel Bierce“ von Elisabeth Schnack. Ill. mit 32 Zeichn. von Klaus Böttger. Büchergilde Gutenberg, Frankfurt am Main 1977, ISBN 3-7632-2181-6. Neuausgabe: Claassen, Hildesheim 1993, ISBN 3-546-00042-0.
- mit G. A. Danziger: The Monk and the Hangman’s Daughter. Übersetzung von Richard Voß: Die Mönch von Berchtesgaden (1891). F. J. Schulte, Chicago 1892.
- Black Beetles in Amber. Gedichte. Western Authors Publishing, San Francisco und New York 1892.
- Can Such Things Be?  Erzählungen. Cassell, New York 1893. Enthält u. a.:
  - A Resumed Identity
- How Blind Is He.   Gedichte. F. Soulé Campbell, San Francisco ca. 1896.
- Fantastic Fables. Fabeln. G. P. Putnam's Sons, New York und London 1899.
- The Cynic’s Word Book.  Satiren. Doubleday, Page & Co., New York 1906. Auch unter dem Titel The Devil’s Dictionary (1911).
  - Deutsch: Des Teufels Wörterbuch
- A Son of the Gods and A Horseman in the Sky. Erzählungen. Paul Elder, San Francisco 1907.
- Write It Right: A Little Blacklist of Literary Faults. Neale Publishing, New York und Washington, D.C. 1909.
- Shapes of Clay. Gedichte. W. E. Wood, San Francisco 1903.
- The Shadow on the Dial and Other Essays. Herausgegeben von S. O. Howes. A. M. Robertson, San Francisco 1909.
- The Boarded Window.; deutsch: Das vernagelte Fenster. In: Der Gnadenstoß – Geschichten des Grauens. Rowohlt Taschenbuch Verlag, 1965; auch in: Jutta Schmidt-Walk (Hrsg.): Das Rowohlt GRUSEL Lesebuch. Rowohlt Taschenbuch Verlag, Reinbek bei Hamburg 1983, ISBN 3-499-15206-1, S. 25–30.

Werkausgaben
- The Collected Works of Ambrose Bierce. 12 Bde. Neale Publishing, New York und Washington, D.C. 1909–1912. Nachdruck Gordian Press, New York 1966. Titel der Bände:
  - Bd. I: Ashes of the Beacon. 1909.
  - Bd. II: In the Midst of Life: Tales of Soldiers and Civilians. 1909.
  - Bd. III: Can Such Things Be?. 1910.
  - Bd. IV: Shapes of Clay. 1910.
  - Bd. V: Black Beetles in Amber. 1911.
  - Bd. VI: The Monk and the Hangman’s Daughter; Fantastic Fables. 1911.
  - Bd. VII: The Devil's Dictionary. 1911.
  - Bd. VIII: Negligible Tales; On with the Dance; Epigrams. 1911.
  - Bd. IX: Tangential Views. 1911.
  - Bd. X: The Opinionator. 1911.
  - Bd. XI: Antepenultimata. 1912.
  - Bd. XII: In Motley. 1912.
- The Collected Writings of Ambrose Bierce. Auswahl in einem Band. Citadel Press, New York 1947.
- The Short Fiction of Ambrose Bierce. A Comprehensive Edition. Hg. von S. T. Joshi. 3 Bde. University of Tennessee Press, Knoxville 2006, ISBN 1-57233-475-4.

Deutsche Werkausgaben:
- Ausgewählte Werke. Hg. von Utz Riese. Übersetzt von Werner Beyer. Dieterich, Leipzig 1993, ISBN 3-7350-0159-9. Nachdruck unter dem Titel Gesammelte Werke: Anaconda, Köln 2014, ISBN 978-3-7306-0099-3.
- Werke in vier Bänden. Hg. von Gisbert Haefs. Haffmans, Zürich 1986–1989, ISBN 3-251-20077-1. Ausgabe der folgenden Titel in einer Kassette:
  - Des Teufels Wörterbuch. Übersetzt von Gisbert Haefs.
  - Geschichten aus dem Bürgerkrieg. Übersetzt von Jan-Wellem van Diekmes.
  - Horrorgeschichten. Übersetzt von Gisbert Haefs.
  - Lügengeschichten und fantastische Fabeln. Übersetzt von Viola Eigenberz und Trautchen Neetix.
- Die gesammelten Geschichten und des Teufels Wörterbuch. Hg. von Gisbert Haefs. Haffmans, Zürich 2000, ISBN 3-251-20308-8.

Briefe
- The letters of Ambrose Bierce. Hg. von Bertha Clark Pope. Mit einer Biografie von George Sterling. Book Club of California, San Francisco 1922. Nachdruck: Gordian Press, New York 1967.
- A much misunderstood man. Selected letters of Ambrose Bierce. Hg. von S. T. Joshi. Ohio State University Press, Columbus 2003, ISBN 0-8142-0919-X.

Sammlungen von Übersetzungen
- Das Spukhaus. Übersetzt von Gisela Günther, Anneliese Strauß und Karl Bruno Leder. Bibliothek des Hauses Usher. Insel, Frankfurt am Main 1969. Neuausgabe: Phantastische Bibliothek #6. Suhrkamp, Frankfurt am Main 1977, ISBN 3-518-06865-2.

## Hörspiel
- Wiard Raveling (Autor): Der Lexikograf des Teufels – Eine Lange Nacht über Ambrose Bierce.[10]